# 芬兰航空博物馆

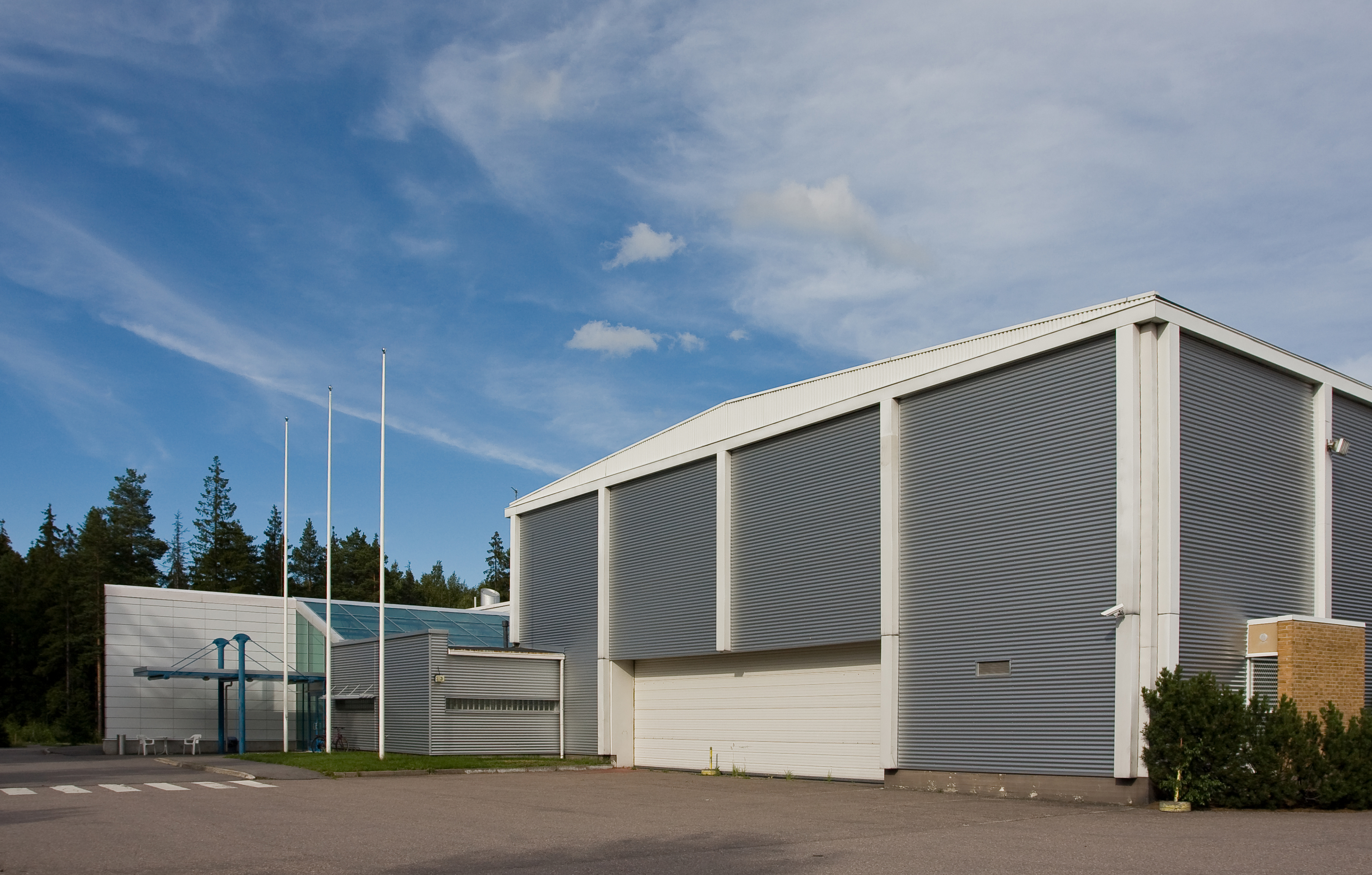
芬兰航空博物馆主楼

芬兰航空博物馆（芬蘭語：Suomen Ilmailumuseo），是芬兰的全国性的航空博物馆，位于万塔市赫尔辛基-万塔机场旁边。

## 历史
航空博物馆协会（Ilmailumuseoyhdistys ry）成立于1969年12月4日。航空博物馆在1972年开放，最初位于机场航站楼的地下室。1981年时博物馆有了自己的展厅。博物馆一直不断地在扩展，现今博物馆有办公室、研究室、航空图书馆、档案馆及一个可容纳200人的会议厅。
现今博物馆由成立于1996年的芬兰航空博物馆基金会拥有。